# Вулкан (Південний Парк)
«Вулкан» (англ. Volcano) — другий епізод першого сезону мультсеріалу «Південний парк», його прем'єра відбулася 20 серпня 1997 року. Технічно був третім, але фактично є другим, оскільки був показаний наступним після епізоду «Картман і анальний зонд» і раніше, ніж «Вигода ваги 4000».

## Сюжет
Стен, Кайл, Картмен і Кенні вирушають на полювання разом з дядьком Стена Джимбо і його приятелем Недом. По дорозі і незабаром після прибуття на місце Джимбо пояснює хлопчикам основні правила поведінки на полюванні: по-перше, «Полювання без пива — це все одно що рибалка без бухла» (і, отже, з рушницями треба обходитися обережніше, інакше ними можна зачепити і розлити пиво). По-друге, можна вбивати будь-яких тварин, включаючи оленів і кроликів, але перед пострілом треба кричати: «Він хоче на нас напасти!», Оскільки, згідно з новим законом, тварин можна вбивати тільки з метою самозахисту.
Дія переноситься в місто. В геологічній лабораторії сидить Ренді, який раптово помічає підозрілі показники лічильника. Він доповідає про це меру — адже, судячи з усього, це означає наближення виверження вулкана. Шеф повідомляє, що в гори якраз вирушило кілька учнів четвертого класу.
Вночі мисливці сидять біля багаття і розповідають страшні історії. Картмен розповідає про створіння, що називається Сказлодуп, у якого замість руки — селера, а замість ноги — телеактор Патрік Даффі. Коли ніхто не лякається, він вирішує налякати всіх по-справжньому. Водночас Стен переживає через те, що Джимбо захоплюється Кенні і навіть оголошує його своїм «почесним племінником», в той час, як сам Стен навіть не здатний вистрілити в тварину.
Мер робить заяви по телебаченню. При цьому вона постійно спирається на підтримку двох помічників і стиліста і робить по кілька дублів, щоб її репліки звучали драматичнішн. Офіцер Барбреді демонструє населенню освітній фільм «Лава і ви».
Картман переодягається в костюм Сказложопа і намагається налякати мисливців. Ті вірять, що це справжній Сказложоп, і вирішують його вбити. Той тікає по горах і в останній момент показує своє обличчя. Водночас починається виверження. У місті вирішено прорити канал, по якому лава піде з міста; підбігши до цього каналу, мисливці розуміють, що їм не перебратися.
Тут з'являється справжній Сказложоп (з Патріком Даффі замість ноги). Він рятує мисливців. Все місто захоплене монстром, який виявляється добрим, але тут в нього стріляє Стен і радіє, що нарешті зміг когось вбити. Джимбо каже, що, навіть якщо Стен не навчився б полювати, він був би його улюбленим племінником. В результаті вони самі вирішують, що полювання — це тупість і йдуть дивитися мультики.

## Смерть Кенні
Коли вулкан вивергається, величезна хвиля лави накриває Кенні. Кайл говорить: «О боже мій! Вони вбили Кенні!», Але через деякий час той вибирається звідти неушкодженим, і тут його знову накриває лава, нібито остаточно, але пізніше Кенні знову приєднується до друзів. Коли Стен вбиває Сказложопа, Нед каже, що зрозумів всю жорстокість полювання, кидає рушницю на землю, вона стріляє і вбиває Кенні.

## Персонажі
У цьому епізоді вперше з'являються:
- Нед Гербланскі
- Ренді Марш
- Сказлодуп
- Джимбо Керн

## Пародії
Чорно-білий фільм «Лава і ви» — пародія на короткометражні фільми 50-х, присвячені основам самозахисту, особливо на фільм «Пригніться і накрийтесь».
Коли Кайл говорить, що Патрік Даффі замість ноги — це не страшно, Картман говорить: «Ти що, не бачив Step By Step»? «Step By Step» — сітком з Даффі в головній ролі.
Також є пародія на фільм 1997 «Вулкан» з Томмі Лі Джонсом у головній ролі, де жителі міста намагалися відвести лаву по спеціально створеному каналу.

## Факти
- У «несерйозних» вступах, які на DVD з першим сезоном присутні перед кожним епізодом, Метт Стоун і Трей Паркер сказали, що ідею з «Він хоче на нас напасти» їм підказав реальний випадок, що мав місце в Колорадо: мисливець, який стріляв в ведмедицю з дитинчатами через дерева, сказав потім, що це був самозахист.
- Номер будинку Картмена — 1002.
- Біля вогнища Нед співає популярну народну пісню «Kumbaya».
- У перекладі на іспанську Патрік Даффі був замінений на Рікі Мартіна, на угорську — на Тома Круза.
- Годинники на геологічної станції показують вірний час з коректним зміщенням в New York, Los Angeles і South Park.
- У діалозі Картмена, Стена і Неда є натяк, що Нед воював у В'єтнамі (про що докладніше йдеться в серії 206).
- Коли жителі South Park радіють тому, що їх показують по телевізору, видно плакат John 3:16. Подібними плакатами (Austin 3:16) зустрічають під час бою, зірку реслінгу Stone Cold Steve Austin'a
- У момент виверження Кенні знаходився поруч з іншими, але коли на нього падає лавова хвиля поруч нікого немає.